# Аттестат зрелости (фильм, 1977)

Настасья Кински в роли Зины Вольф и Кристиан Куадфлиг в роли учителя Фихте

«Аттестат зрелости» (нем. Reifezeugnis) — западногерманский телевизионный фильм 1977 года из детективного телесериала «Место преступления» (нем. Tatort) режиссёра Вольфганга Петерсена. В картине сыграла одну из своих первых ролей актриса Настасья Кински, которая получила телевизионную премию «Бэмби». Съёмки фильма проходили в Голштинской Швейцарии.

## Сюжет
Шестнадцатилетняя школьница Зина Вольф влюблена в своего учителя Фихте, они являются тайными любовниками. Бывший друг Зины, её одноклассник Михаэль узнаёт об этом, подглядев, как пара занимается сексом в лесу. Михаэль пытается шантажировать Зину.
Одновременно две ученицы из класса Зины, узнав новость от Михаэля, начинают шантажировать Фихте (его жена также работает в школе). После школы Зина и Михаэль идут в лес, где Михаэль начинает сексуальные домогательства, повалив её на землю. Зине удаётся нашарить камень и дважды ударить Михаэля по голове, из-за чего тот умирает. Покатавшись по листьям, она с криками о помощи бежит в школу. Полицейским она сказала, что Михаэль пытался спасти её от преступника-насильника и погиб от его рук. Комиссару Финке Зина дала описание реального преступника из прочитанной газеты.
В ходе расследования полиция приходит к выводу, что предполагаемый реальный преступник не мог быть на месте убийства, и подозрение падает на Фихте. Кроме того, полиция задаёт Зине сложные вопросы, на которые ей трудно ответить. Жена Фихте узнаёт о его любовной связи с Зиной. После ссоры с женой Фихте звонит Зине и говорит, что с их отношениями покончено. В слезах она берёт пистолет отца и бежит в лес, собираясь застрелиться. Утром Финке с помощником и супругами Фихте находят её живой. Зина проплакала в лесу всю ночь, она не смогла застрелиться, не сумев зарядить пистолет.

## В ролях
- Клаус Шварцкопф — комиссар Финке
- Настасья Кински — Зина Вольф
- Кристиан Куадфлиг — учитель Фихте
- Джуди Винтер — фрау Фихте
- Маркус Бойсен — Михаэль
- Рюдигер Кирштейн — Франке
- Петра Верена Мильхерт — Инге
- Ребекка Вольц — Катрин